# Associazione Del Calcio In Vicenza 1902-1903
Questa voce raccoglie le informazioni riguardanti l'Associazione Del Calcio In Vicenza nelle competizioni ufficiali della stagione 1902-1903.

## Stagione
Nel corso della stagione si registra la partecipazione del L.R. Vicenza in un Campionato Provinciale. Il campionato si svolse il 18 maggio 1903 e fu un quadrangolare ad eliminazione diretta giocato a Vicenza.

## Organigramma societario
Area direttiva
- Presidente: Antonio Libero Scarpa

Area tecnica
- Allenatore: Antonio Libero Scarpa

## Rosa[1]
| N. |                   | Ruolo | Calciatore       |
| -- | ----------------- | ----- | ---------------- |
|    | Italia (bandiera) | D     | Marino Chiovatti |

| N. |                   | Ruolo | Calciatore |
| -- | ----------------- | ----- | ---------- |
|    | Italia (bandiera) | C     | Zoso       |

## Risultati

### Campionato Provinciale

#### Semifinale
Nella prima semifinale si affrontarono l'L.R. Vicenza e il Baggio Vicenza. Vinse l'L.R. Vicenza ma il risultato è sconosciuto.
Nella seconda semifinale si affrontarono lo Schio ed il Cordellina. Vinse lo Schio ma il risultato è sconosciuto.
| Vicenza 18 maggio 1903 Semifinale | Vicenza | ? – ? | Baggio Vicenza |  |

#### Finale
| Vicenza 18 maggio 1903 Finale | Vicenza | ? – ? | Schio |  |

## Statistiche

### Statistiche di squadra
| Competizione           | Punti | In casa | In casa | In casa | In casa | In casa | In casa | In trasferta | In trasferta | In trasferta | In trasferta | In trasferta | In trasferta | Totale | Totale | Totale | Totale | Totale | Totale | DR |
| Competizione           | Punti | G       | V       | N       | P       | Gf      | Gs      | G            | V            | N            | P            | Gf           | Gs           | G      | V      | N      | P      | Gf     | Gs     | DR |
| ---------------------- | ----- | ------- | ------- | ------- | ------- | ------- | ------- | ------------ | ------------ | ------------ | ------------ | ------------ | ------------ | ------ | ------ | ------ | ------ | ------ | ------ | -- |
| Campionato provinciale | -     | 2       | 2       | 0       | 0       | 0       | 0       | 0            | 0            | 0            | 0            | 0            | 0            | 2      | 2      | 0      | 0      | 0      | 0      | 0  |